# Mauri Kunnas
Mauri Tapio Kunnas, född 11 februari 1950 i Vammala, är en finländsk serietecknare och barnboksförfattare.

## Biografi
Mauri Kunnas utexaminerades 1975 som grafisk designer från Aalto-universitetets högskola för konst, design och arkitektur i Helsingfors. Han har arbetat som satirtecknare i många finska tidningar. Men Kunnas är mest känd för sina många barnböcker, illustrerade av honom själv. Hans mest kända barnboksserie är den om Jyckeberga, som visar ett historiskt Finland, med människoliknande hundar. Övriga arbeten inkluderar bland annat några böcker om jultomten.
Alla illustrationer av djur i kläder i sina böcker under slutet av 1970-talet ledde till jämförelser mellan Kunnas och Richard Scarry. Kunnas barnböcker har vanligtvis några återkommande bakgrundsfigurer, som Herr Baggberg, en sömnig get.
Kunnas bor i Esbo med sin hustru och medarbetare Tarja.